# Peruanische Badmintonmeisterschaft 2023
Die Peruanische Badmintonmeisterschaft 2023 fand vom 14. bis zum 16. Dezember 2023 in Lima statt.

## Medaillengewinner
| Veranstaltung | Gold                                           | Silber                                                                     | Bronze                                                           |
| ------------- | ---------------------------------------------- | -------------------------------------------------------------------------- | ---------------------------------------------------------------- |
| Herreneinzel  | Sharum Hilder Durand Cardenas                  | Mario Saul Andrade Yanque                                                  | Alejandro Chueca Sanchez                                         |
| Herreneinzel  | Sharum Hilder Durand Cardenas                  | Mario Saul Andrade Yanque                                                  | Fabrizio Valdivieso Negri                                        |
| Dameneinzel   | Rafaela Munar Solimano                         | Namie Chiara Miyahira Tsukazan                                             | Sofia Naomi Junco Vasquez                                        |
| Dameneinzel   | Rafaela Munar Solimano                         | Namie Chiara Miyahira Tsukazan                                             | Inés Castillo                                                    |
| Herrendoppel  | Adriano Viale Aguirre Daniel La Torre          | Alejandro Francisco Crisanto Toribio Fabrizio Adriano R. Gutierrez Quicaño | Gonzalo D'Auriol Fuster Umesh Andres Lescano Konda               |
| Herrendoppel  | Adriano Viale Aguirre Daniel La Torre          | Alejandro Francisco Crisanto Toribio Fabrizio Adriano R. Gutierrez Quicaño | Alejandro Chueca Sanchez Sharum Hilder Durand Cardenas           |
| Damendoppel   | Rafaela Munar Solimano Fernanda Munar Solimano | Estefania Valeria Canchanya Caycho Namie Chiara Miyahira Tsukazan          | Joely Valeria Chuquimaqui Curo Sofia Naomi Junco Vasquez         |
| Damendoppel   | Rafaela Munar Solimano Fernanda Munar Solimano | Estefania Valeria Canchanya Caycho Namie Chiara Miyahira Tsukazan          | Inés Castillo Paula Lucia La Torre Regal                         |
| Mixed         | Daniel La Torre Paula Lucia La Torre Regal     | Diego Mauricio Subauste Tokumura Sofia Naomi Junco Vasquez                 | Alejandro Chueca Sanchez Andrea Pamela Flores Vasquez De Velasco |
| Mixed         | Daniel La Torre Paula Lucia La Torre Regal     | Diego Mauricio Subauste Tokumura Sofia Naomi Junco Vasquez                 | Sharum Hilder Durand Cardenas Namie Chiara Miyahira Tsukazan     |